# Balón de Oro 2017
El Balón de Oro 2017 fue la sexagésimo segunda edición del galardón entregado por la revista francesa France Football al mejor futbolista del año 2017. La ceremonia de entrega del premio, tuvo lugar el 7 de diciembre de 2017, en el mirador de la Torre Eiffel de París, Francia.
El 6 de diciembre, France Football publicó la lista de los 30 jugadores que optaban a ganar el Balón de Oro. El galardón fue otorgado al portugués Cristiano Ronaldo, por tercera vez en su carrera —quinta sumando los FIFA Balón de Oro—, situándose como el futbolista más laureado en la historia del certamen.
La principal novedad en esta edición fue en las votaciones. Los 176 periodistas, en lugar de votar a tres jugadores como venía siendo habitual, pudieron votar a cinco futbolistas con las siguientes puntuaciones: seis para el primero, cuatro para el segundo, tres para el tercero, dos para el cuarto y uno para el quinto. Del mismo modo se contempló una actuación en caso de empate, en cuyo caso el sistema para elegir al ganador sería el siguiente: los dos jugadores se dividen en relación con el número de votos en el primer lugar. Si el empate se mantiene, por el número de segundo lugar, luego por el número de tercer lugar. Si, después de todas estas etapas, todavía es imposible decidir entre ellas, se organiza una nueva votación entre los jugadores clasificados ex-aequo.

## Categoría masculina

### Mejor jugador
El 6 de diciembre de 2017, France Football dio a conocer los 30 finalistas al "Balón de Oro 2017" revelando el vencedor el 7 de diciembre. 
| Posición | Futbolista        | Club (es)                                   | Total de votos |
| -------- | ----------------- | ------------------------------------------- | -------------- |
| 1º       | Cristiano Ronaldo | Real Madrid C. F.                           | 33,83%         |
| 2º       | Lionel Messi      | F. C. Barcelona                             | 23,96%         |
| 3º       | Neymar            | F. C. Barcelona / París Saint-Germain F. C. | 12,91%         |

## Lista de candidatos
Nuevo sistema de puntuación de seis, cuatro, tres, dos y un punto para cinco futbolistas. A continuación se listan los votos recibidos por los treinta finalistas.
| Pos. | Jugador                   | Club (es)                                      | Puntos | % Votos |
| ---- | ------------------------- | ---------------------------------------------- | ------ | ------- |
| 1º   | Cristiano Ronaldo         | Real Madrid C. F.                              | 946    | 33,83%  |
| 2º   | Lionel Messi              | F. C. Barcelona                                | 670    | 23,96%  |
| 3º   | Neymar                    | F. C. Barcelona / París Saint-Germain F. C.    | 361    | 12,91%  |
| 4º   | Gianluigi Buffon          | Juventus F. C.                                 | 221    | 7,90%   |
| 5º   | Luka Modrić               | Real Madrid C. F.                              | 84     | 3,00%   |
| 6º   | Sergio Ramos              | Real Madrid C. F.                              | 71     | 2,54%   |
| 7º   | Kylian Mbappé             | A. S. Mónaco F. C. / París Saint-Germain F. C. | 48     | 1,72%   |
| 8º   | N'Golo Kanté              | Chelsea F. C.                                  | 47     | 1,68%   |
| 9º   | Robert Lewandowski        | F. C. Bayern                                   | 45     | 1,61%   |
| 10º  | Harry Kane                | Tottenham Hotspur F. C.                        | 36     | 1,28%   |
| 11º  | Edinson Cavani            | París Saint-Germain F. C.                      | 32     | 1,14%   |
| 12º  | Isco Alarcón              | Real Madrid C. F.                              | 28     | 1,00%   |
| 13º  | Luis Suárez               | F. C. Barcelona                                | 27     | 0,96%   |
| 14º  | Kevin De Bruyne           | Manchester City F. C.                          | 25     | 0,89%   |
| 15º  | Paulo Dybala              | Juventus F. C.                                 | 23     | 0,82%   |
| 16º  | Marcelo                   | Real Madrid C. F.                              | 21     | 0,75%   |
| 17º  | Toni Kroos                | Real Madrid C. F.                              | 20     | 0,72%   |
| 18º  | Antoine Griezmann         | Atlético de Madrid                             | 17     | 0,61%   |
| 19º  | Eden Hazard               | Chelsea F. C.                                  | 16     | 0,57%   |
| 20º  | David de Gea              | Manchester United F. C.                        | 15     | 0,54%   |
| 21º  | Pierre-Emerick Aubameyang | B. V. Borussia                                 | 14     | 0,50%   |
| =    | Leonardo Bonucci          | Juventus F. C. / A. C. Milan                   | 14     | 0,50%   |
| 23º  | Sadio Mané                | Liverpool F. C.                                | 10     | 0,36%   |
| 24º  | Radamel Falcao            | A. S. Mónaco F. C.                             | 9      | 0,32%   |
| 25º  | Karim Benzema             | Real Madrid C. F.                              | 7      | 0,25%   |
| 26º  | Jan Oblak                 | Atlético de Madrid                             | 4      | 0,14%   |
| 27º  | Mats Hummels              | F. C. Bayern                                   | 3      | 0,11%   |
| 28º  | Edin Džeko                | A. S. Roma                                     | 2      | 0,07%   |
| 29º  | Dries Mertens             | S. S. C. Napoli                                | 0      | 0%      |
| =    | Philippe Coutinho         | Liverpool F. C.                                | 0      | 0%      |